# Morpho sybilla
Morpho sybilla är en fjärilsart som beskrevs av Weber 1951. Morpho sybilla ingår i släktet Morpho och familjen praktfjärilar. Inga underarter finns listade i Catalogue of Life.